# هاکوب آساطوریان
هاکوب هوهانسی آساطوریان (ارمنی: Հակոբ Հովհաննեսի Ասատուրյան؛ انگلیسی: Yakob Asaturean با نام مستعار ماژاکتسی Mažaktsi زادهٔ ۳ مارس ۱۹۰۳ - درگذشته ۱۱ اوت ۲۰۰۳)، نویسنده، خواننده و موسیقی‌شناس اهل ارمنستان بود.

## زندگی‌نامه
وی اصلاتا از روستای Comakli در نزدیکی قیصریه (کایسری) بود. در ۳ مارس ۱۹۰۳ به دنیا آمد وی از کشتارها و تبعیدهای ارامنه در سال ۱۹۱۵ جان سالم به در برد و از صحرای سوریه گریخت و در یتیم‌خانه ای که توسط اتحادیه خیرخواه عمومی ارامنه در اورشلیم راه‌اندازی شده بود، پناه گرفت. وی در مدرسه ابتدایی محلی «خریمیان» تحصیل نمود. او در سال ۱۹۲۰ برای همیشه در نیویورک ساکن شد. وی در ۱۱ اوت ۲۰۰۳ در سن ۱۰۰ سالگی در نیوجرسی درگذشت.

## جوایز
وی همچنین برندهٔ جوایزی همچون نشان افتخار ساهاک مقدس-مسروپ مقدس شده است